# Камбальная
Камбальная (устар. Камбалиная) — в России, на полуострове Камчатка.
Длина реки — 19 км. Протекает по территории Усть-Большерецкого района Камчатского края. Берёт истоки с юго-западных склонов горы Кафтанова Лопатинского хребта. В верховьях протекает через озеро Камбальное. Впадает в Камбальный залив Охотского моря.
Своё название получила из-за обилия камбалы в устье. Местное корякское название — Питпуй.

### Притоки
Крупнейшие притоки: Воробьёва, Тихая (приток Камбальной).

## Данные водного реестра
По данным государственного водного реестра России относится к Анадыро-Колымскому бассейновому округу.
По данным геоинформационной системы водохозяйственного районирования территории РФ, подготовленной Федеральным агентством водных ресурсов